# Urosphena
Urosphena là một chi chim trong họ Cettiidae.

## Các loài
- Urosphena neumanni
- Urosphena pallidipes
- Urosphena squameiceps
- Urosphena subulata
- Urosphena whiteheadi